# 중력파 검출기

LIGO의 모식도

중력파 검출기(gravitational-wave detector, 중력파 관측소에 사용됨)는 중력파라고 불리는 시공간의 미세한 왜곡을 측정하도록 설계된 모든 장치이다. 1960년대 이래로 다양한 종류의 중력파 탐지기가 제작되었으며 지속적으로 개선되었다. 현재 세대의 레이저 간섭계는 천문원(source)에서 중력파를 감지하는 데 필요한 감도에 도달하여 중력파천문학의 기본 도구를 형성한다.
중력파에 대한 최초의 직접 관측은 어드밴스트 LIGO(Advanced LIGO) 관측소에 의해 2015년 9월에 이루어졌으며, 항성질량 블랙홀의 병합 쌍성에서 수천 킬로미터 파장의 중력파를 감지했다. 2023년 6월, 4개의 펄서 타이밍 어레이 협력이 광년에 걸친 파장의 중력파 배경에 대한 최초의 강력한 증거를 제시했는데, 이는 초대질량 블랙홀의 많은 쌍성에서 나온 것일 가능성이 높다.

## 같이 보기
- 탐지 이론
- 중력파천문학